# Верослав
Верослав (чеш. Věroslav; слов. Vieroslav; серб. Верослав; польск. Wiarosław или Wierosław) — мужское двухосновное имя славянского происхождения, мужской аналог более распространённого женского имени Верослава, Вера. Другие формы имени — Верислав, Верслав (записано в русском именослове М. Я. Морошкина за 1867 год), а также Вярослав.
Данное имя происходит от слова "вера", относящемуся к праслав. *věra (ст.‑слав. вѣра, болг. вя́ра, польск. wiara, чеш. víra) и "слава" (от праслав. *slava: др.-русск., ст.-слав. слава (греч. δόξα, αἴνεσις), русск., укр. слава, белор. слава, болг. слава, сербохорв. сла̏ва, словенск. sláva, чешск. sláva, словацк. sláva, польск., в.-луж., н.-луж. sɫаwа), и может быть интерпретировано как славящий веру.
В примечаниях Славянского именослова М.Я. Морошкина, а также в древнепольских документах и хрониках Пястов указаны ссылки, где имена Верслав и Вярослав упоминаются в 1236 и 1256 годах.
По чешскому гражданскому календарю именины празднуются 27 июля, в Словакии — 30 марта. Согласно книге Б. З. Стежинского «Столетний календарь» в Царстве Польском празднование именин приходилось на 16 мая.
Число носителей имени в Чехии — 591 человек.
Верослав используется как имя в 99 % случаях и 1 % — в качестве фамилии. По статистике имя было найдено в 9 разных странах мира.
Уменьшительные названия в чешском языке — Věra (Вера), Věrka (Верка), Věrča (Верча), Věruš (Веруш), Věrušek (Верушек), Slávek (Славек), Sláva (Слава). Уменьшительное название в сербском языке — Verko (Верко), разновидность имени — Verosav (Веросав). Уменьшительное название в польском языке — Wirek (Вирек), другая форма — Wiernik (Верник).